# Burg Wohldenberg

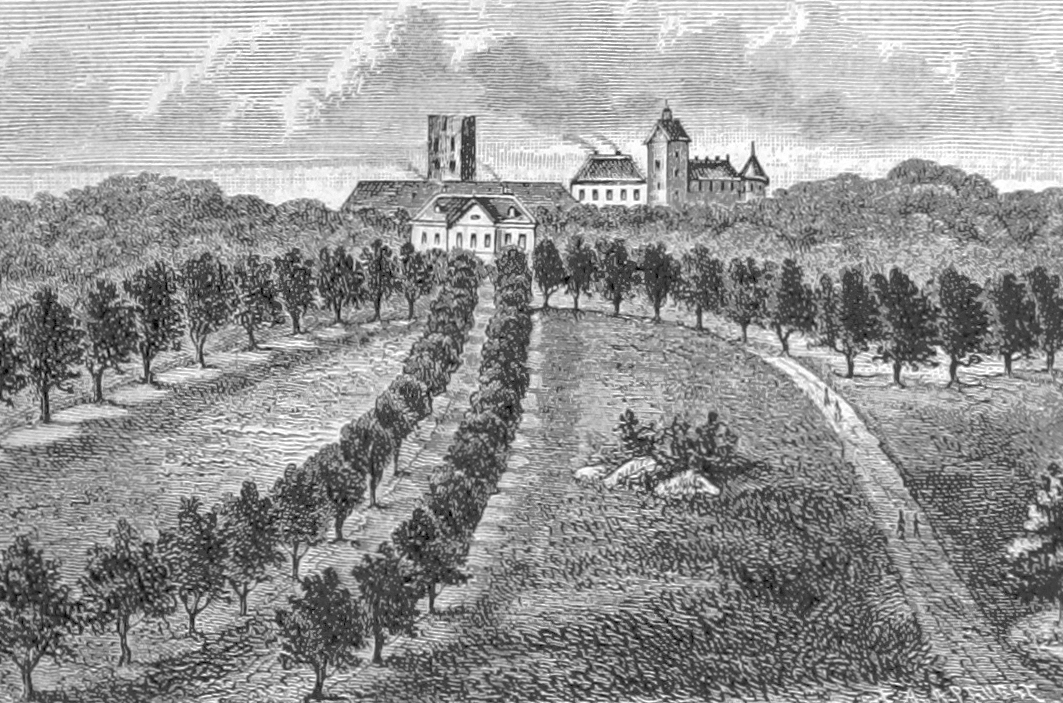
Burg Wohldenberg um 1800

Die Burg Wohldenberg ist eine Burgruine, rund einen Kilometer südwestlich der Ortschaft Sillium gelegen. Sillium ist ein Ortsteil der Gemeinde Holle im Landkreis Hildesheim (Niedersachsen in Deutschland), dessen Ortswappen von der Burganlage geziert wird.
Die Burg wurde ab 1153 von den Grafen von Wohldenberg erbaut und befindet sich seit 1275 im Besitz des Bistums Hildesheim. Während des Dreißigjährigen Krieges 1641 zerstört, verfiel sie danach. Im 18. Jahrhundert entstand auf dem Areal eine neue Kirche (errichtet 1731), das Torhaus wurde zum Pfarrhaus. 1852 wurde unterhalb der Burg ein Amtshaus errichtet. Reste der mittelalterlichen Anlage wurden im 19. Jahrhundert teilweise abgebrochen.

## Lage
Die Burg Wohldenberg ist eine Höhenburg in den nordwestlichen Ausläufern des Hainbergs. Sie steht auf dem 218 m ü. NHN hohen Wohldenberg, einem langgestreckten Bergrücken östlich und oberhalb des Nettetals.
Der Bau der Burg auf einem Bergrücken beruht auf strategischen Überlegungen. Durch die sie umgebenden Steilhänge war sie schwer einnehmbar. Hier lag der nördliche Eingang in den Ambergau. Unterhalb der Burg kreuzte sich der Handelsweg „Frankfurter Straße“ mit der Route Hildesheim-Goslar.

## Baubeschreibung
Die Burg Wohldenberg liegt auf einer gegen das Nettetal vorgeschobenen Kuppe. Der nierenförmige Burgplatz besitzt eine Größe von ca. 190 × 110 m.
Die Hauptburg mit Palas, Bergfried, Kapelle und weiteren Gebäuden lag im Süden, die Vorburg mit Torturm und Zugbrücke im Norden. Vorburg und Hauptburg waren durch Mauer und Graben getrennt. Am jüngeren Torhaus der Vorburg schließt ein südwestlich abknickendes Wohnhaus mit Fachwerkoberbau an, das einen runden Flankenturm im Norden einbezieht. Im oberen Bereich der früheren Hauptburg, die als solche heute nicht mehr erkennbar ist, befindet sich der 32 m hohe Bergfried, der zum Aussichtsturm umgestaltet worden ist. An seiner Nord- und seiner Südseite sind Spuren von Anbauten zu erkennen. Weiterhin sind noch Teile der bis zu 2 m starken Umfassungsmauer erhalten.
Die Vorburg der Burganlage ist durch das jüngere Torhaus zu betreten. Links von ihm befindet sich die im Barockstil erbaute katholische Kirche St. Hubertus von 1731 mit dem zum Glockenturm umgestalteten alten Torturm, rechts das Wohngebäude (seit 1731 als Pfarrhaus genutzt).  

## Geschichte

### Mittelalter

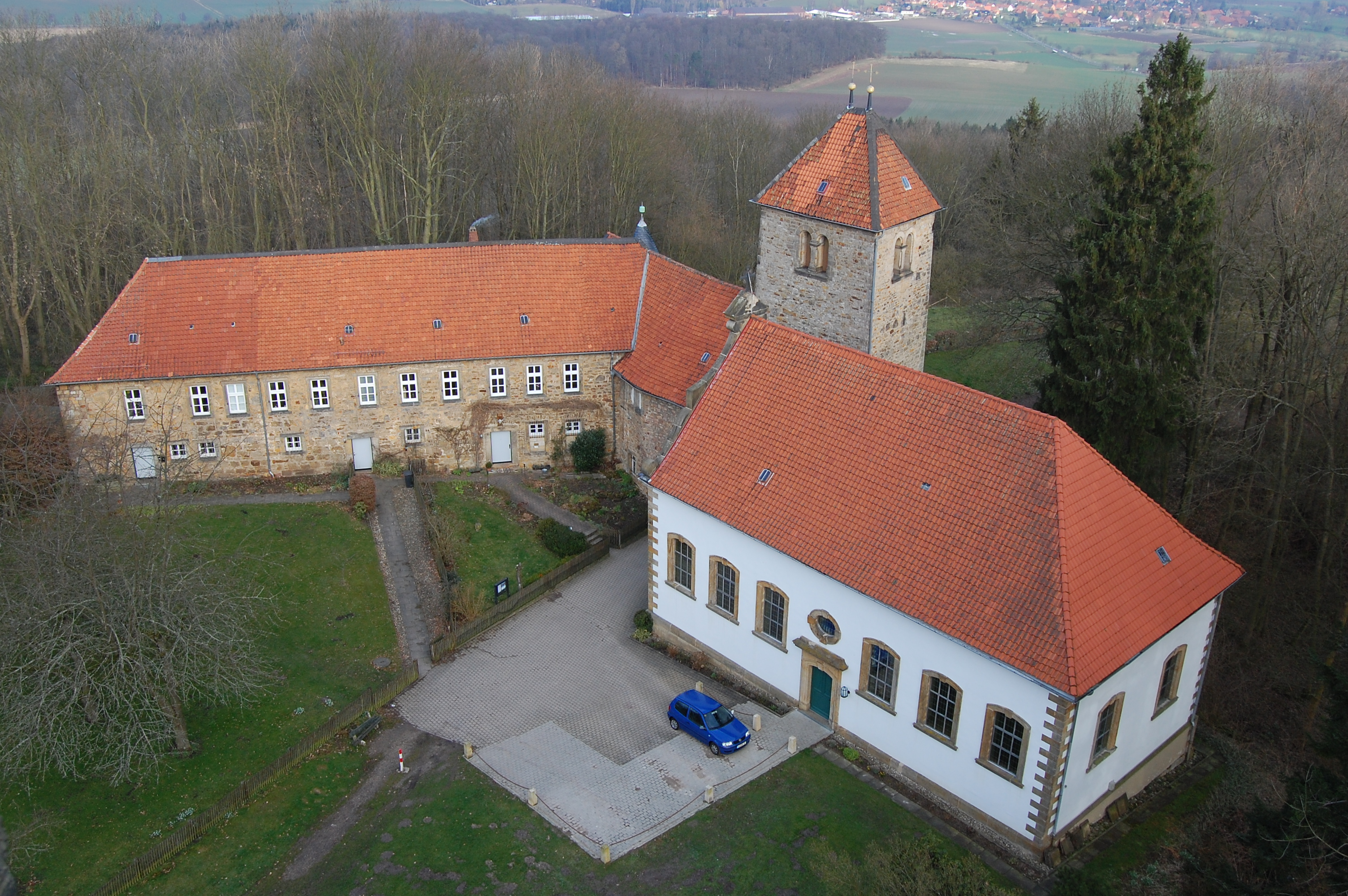
Blick vom Bergfried auf die Eingangsgebäude, rechts die 1731 geweihte Barockkirche St. Hubertus

Sehr wahrscheinlich zwischen 1153 und 1160 wurde die Burg Wohldenberg durch die Grafen von Wöltingerode errichtet. Dieser Vorgang stand offenbar im Zusammenhang mit dem territorialen Vorstoß des Geschlechts in den Ambergau. Ludolf I. nahm die Burg Wohldenberg nach 1174 zu seinem neuen Hauptsitz. Den Stammsitz in Wöltingerode stifteten die Grafen Ludolf II., Hogerus und Borchardus 1174 als Hauskloster und Grablege der Familie dem Benediktinerorden als Kloster Wöltingerode. Schon Ludolf II. nannte sich 1172 Graf von Waldeberch.
Im Streit zwischen dem Kaiser Friedrich I. genannt Barbarossa und Heinrich dem Löwen standen die Wohldenberger Grafen auf der Seite des Kaisers. Aus diesem Grund wurde die Burg Wohldenberg 1180 von Heinrich dem Löwen zerstört. Die Burg wurde danach neu erbaut und in der Folge wuchs der Einfluss der Wohldenberger Grafen. So erhielt Hermann von Wohldenberg die Poppenburg als Lehen, nachdem Konrad II. von Riesenberg, Bischof von Hildesheim von 1221 bis 1246, sie zuvor als Befestigungsanlage ausgebaut hatte.
Im Jahr 1275 verkauften die Grafen von Wohldenberg ihre Grafschaft mitsamt der Burg an Bischof Otto I. von Hildesheim. Auf seine Grabplatte im oberen Kreuzgang des Hildesheimer Doms ist die Burg als seine wichtigste Erwerbung abgebildet. Die Grafschaft Holle bildete fortan als Untere Go neben weiteren Ambergaudörfern das Amt Wohldenberg innerhalb des Hochstifts Hildesheim; die Burg wurde Amtssitz.
Ab Anfang des 14. Jahrhunderts wurde der Wohldenberg immer wieder kurzfristig verpfändet und verlehnt. Die meiste Zeit war er aber, wie auch heute, im Besitz des Bistums Hildesheim. Auch saßen auf der Wohldenberg zeitweise Raubritter. 1402 erlangte die Familie von Bortfeld die Burg und Herrschaft als Pfand, wobei sie dieses ab 1448 mit den von Oldershausen teilte. Weitere Burgherren waren: Aschwin von Saldern, die Ritter von Wallmoden (1412), Herren von Sehlde, von Linde und von Steinberg sowie wiederum von Bortfeld.

### Neuzeit

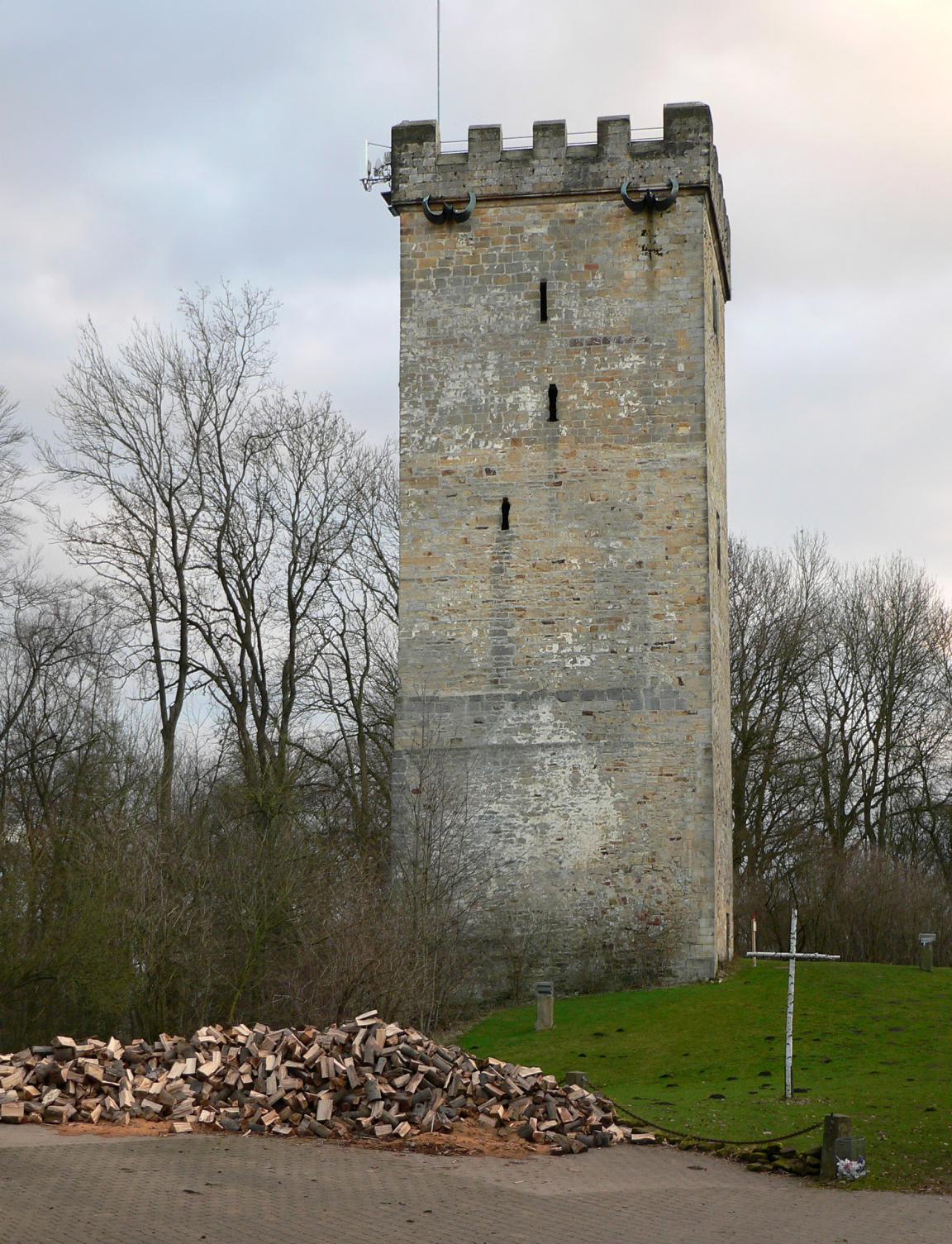
Bergfried der früheren Oberburg, 1858 restauriert

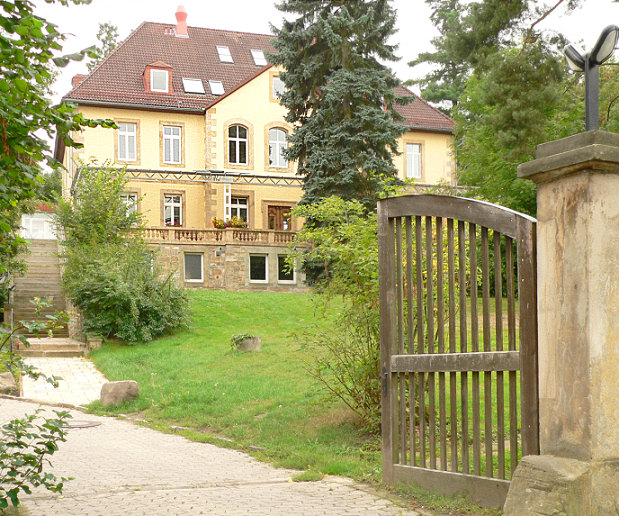
Amtshaus von 1852 unterhalb der Burg

Nach der Hildesheimer Stiftsfehde (1519 bis 1523) fiel die Burg Wohldenberg wie auch das Amt Wohldenberg an das Fürstentum Braunschweig-Wolfenbüttel. Der Burgbesitzer Aschwin von Bortfeld wurde von den neuen Herrschern ohne Entschädigung von der Burg vertrieben. Er stiftete 1518 die heute noch existierende Pestsäule, den auch „steinernen Jakob“ genannten Bildstock, am Fuße des Berges. 1704 ließ Drost Bocholtz sie überarbeiten.
Während des Dreißigjährigen Krieges wurde die Burg Wohldenberg durch die bei Bockenem liegenden Kaiserlichen im Jahr 1641 zerstört. Mit der Restitution des Hochstifts Hildesheim 1643 wurde auch der Wohldenberg wieder hildesheimisch. Unter den bischöflichen Drosten der folgenden Jahrzehnte entstanden barocke Gebäude und eine Barockkirche. Diese Phase endete mit der Säkularisation 1802. Bewohner von Sillium trugen Mauersteine zur Errichtung des großen Schafstalls im Dorf ab. Ein Dorfbewohner von Astenbeck kaufte das Burggemäuer auf Abbruch. Die Gebäude wurden bis auf die katholische Kirche und das Pfarrhaus weitgehend abgetragen. Ab 1858 veranlasste die Regierung in Hannover Restaurierungsmaßnahmen. Dabei wurde der Bergfried mit einer Aussichtsplattform mit Zinnenkranz versehen. Seitdem ist die Burgruine ein beliebtes Ausflugsziel.
Das neue Amtshaus etwa 200 m unterhalb der Burg entstand 1852, als das Amt Wohldenberg noch über drei große Vogteien verfügte. Nach der Auflösung des Amtes wohnte bis 1896 dort der Schriftsteller Oskar Meding, der in der geschichtsträchtigen Umgebung seine zahlreichen historischen Romane verfasste. Nach Medings Tod diente das Haus kurzzeitig als Hotel.

### 20. Jahrhundert
Im Zweiten Weltkrieg diente der Bergfried als Flakturm. Heute bietet der Turm einen reizvollen Blick über die Gemeinde Holle bis hin zum Harz. Im Torhaus der Burg ist das Pfarrhaus der katholischen Kirchengemeinde St. Hubertus untergebracht. Unterhalb der Burg befindet sich ein ehemaliges Wirtshaus aus dem Jahre 1561, in dem in der Zeit vor dem Zweiten Weltkrieg reges Treiben herrschte.
Das neue Amtshaus unterhalb der Burg erwarb 1920 der Caritasverband der Diözese Hildesheim. Ordensschwestern aus dem Ursulinenkloster Duderstadt nutzten das Haus als Internat und Waldschule St. Ursula. 1942 beschlagnahmte die Wehrmacht das Haus und richtete dort ein Reservelazarett ein. 1945 begannen Bemühungen, das Haus als Jugendbildungsstätte des Bistums Hildesheim zu nutzen. Am 21. Juli 1946 wurde das „Haus Wohldenberg“ als Jugendbildungsstätte des Bistums Hildesheim von Bischof Joseph Godehard Machens eingeweiht.